# Leopold Bauer
Leopold Bauer (ur. 1 września 1872 w Karniowie, zm. 7 października 1938 w Wiedniu) – austriacki architekt i projektant sztuki użytkowej, w swojej twórczości łączył elementy historyzmu, secesji i modernizmu.

## Biografia
Urodził się w Karniowie na Śląsku Austriackim jako syn właściciela hotelu i restauracji Pod Białym Konikiem Josefa Bauera i Marii z domu Flemmich. Po ukończeniu szkoły realnej w rodzinnym mieście uczęszczał do Państwowej Szkoły Przemysłowej (Staatsgewerbeschule) w Brnie (gdzie chodził do klasy razem z Josefem Hoffmannem), a następnie na wiedeńską Akademię Sztuk Pięknych. Był uczniem Carla von Hasenauera (1893–1894) oraz Otto Wagnera (1894–1896), u którego potem praktykował. Odbył kilka podróży naukowych po Francji, Włoszech i Niemczech, a w roku 1900 związał się ze środowiskiem Secesji Wiedeńskiej, której współzałożycielem był jego krajan i kolega ze studiów Joseph Maria Olbrich. W latach 1902–1903 był redaktorem naczelnym dwumiesięcznika fachowego Secesji „Ver sacrum”.
Aktywną działalność jako architekt rozpoczął w roku 1901. Był zwolennikiem funkcjonalizmu, jego pierwszy zrealizowany projekt – willa Karla Reißiga w Brnie – bywa określany jako „pierwszy modernistyczny budynek w monarchii austro-węgierskiej”. W późniejszym okresie zrewidował jednak swoje poglądy i zaczął realizować również projekty w duchu tradycjonalistycznym z neoklasycznym gmachem Austriackiego Banku Narodowego (1912) na czele. Zajmował się również projektowaniem mebli i obiektów użytkowych, za swój projekt wyposażenia czytelni otrzymał złoty medal na Wystawie Światowej 1904 w Saint Louis.
Po odejściu Otto Wagnera na emeryturę Bauer przejął w 1913 r. jego miejsce jako prowadzącego kursy architektury współczesnej na wiedeńskiej Akademii Sztuk Pięknych. Odszedł z uczelni w roku 1919 pod naciskiem negatywnie do niego nastawionych studentów. Na łamach „Neue Freie Presse” publikował liczne felietony na temat architektoniczne, jak i społeczno-polityczne. Pozostawił po sobie również publikacje książkowe: Verschiedene Skizzen, Entwürfe und Studien. Ein Beitrag zum Verständnis unserer modernen Bestrebungen in der Baukunst (Różne szkice, projekty i studia. Przyczynek do zrozumienia naszych nowoczesnych starań w sztuce budowlanej, 1899) oraz Gesund wohnen und freudig arbeiten. Probleme unserer Zeit (Zdrowo mieszkać i przyjaźnie pracować. Problemy naszych czasów, 1915). Pod koniec życia przejawiał sympatie pronazistowskie.

## Wybrane realizacje
- w Bielsku-Białej:
  - kamienica Valentina Jakubeckiego, ul. Stojałowskiego 51, 1903;
  - przebudowa kościoła św. Mikołaja (obecnie katedra), pl. św. Mikołaja, 1906–1910;
- w Brnie:
  - willa Karla Reißiga, ul. Hlinky 148, 1901–1903;
  - kamienica barona Stephana Haupta von Buchenrode, ul. Koliště 17–19, 1906;
  - willa Hugo Hechta (obecnie konsulat Rosji), ul. Hlinky 142b, 1909–1911;
  - przebudowa willi Rudolfa Rohrera, ul. Veslařská 234, 1910–1914;

- w Karniowie:
  - Dom Strzelecki (obecnie Centrum Dzieci i Młodzieży), ul. Dobrovského 16, 1905–1908;
  - przebudowa willi Aloisa Chlupáčka, ul. Textilní 3, 1923–1926;
  - przebudowa hotelu Tiroler (wcześniej Pod Białym Konikiem – dom rodzinny Bauera, obecnie pod nazwą Slezský domov), Náměstí hrdinů 2, 1927–1930;
  - przebudowa willi Rudolfa Larischa, ul. Říční okruh 14, 1929;
  - hala sportowa Deutscher Turnverband (później Sokolovna), ul. Petrovická 2, 1932–1933;
  - przebudowa domku letniego Hany Larisch, Ježník 71, 1934–1936;
- w Opawie:
  - budynek Izby Handlowo-Przemysłowej (obecnie Izba Gospodarcza i Biblioteka Petra Bezruča), ul. Nádražní okruh 27, 1908–1910;
  - dom towarowy Breda & Weinstein, Náměstí Republiky 9, 1926–1928;
  - kościół św. Jadwigi, Náměstí svaté Hedviky, 1933–1937;
- w Wiedniu:
  - willa własna, Auhofstraße 230, 1906–1907;
  - gmach Austriackiego Banku Narodowego, Otto-Wagner-Platz 3, 1912–1919;
  - budynek komunalny Vogelweidhof, Hütteldorfer Straße 2a / Wurzbachgasse 2-8 / Sorbaitgasse 3, 1925–1927;
  - budynek komunalny Paul Speiser-Hof, Franklinstraße 20 / Freytaggasse 1-9 i 2-14, 1928–1932;
  - willa Victora von Joly'ego, Braunschweiggasse 12, 1928–1929;
  - kamienica przy Singerstraße 30, 1938;
- inne:
  - sanatorium Vinzenza Priessnitza w Jesioniku, ul. Priessnitzova 12, 1908–1910, rozbudowa 1928–1929;
  - rozbudowa sanatorium Purkersdorf, 1908 i 1926;
  - kościół św. Marcina w Tošovicach, obecnie część miasta Odry, 1909–1917;
  - fabryka dywanów i pościeli Ignaz Ginzkey & Co. (później Kovral) we Vratislavicach nad Nysą, obecnie część Liberca, ul. Rumburská, 1916–1924;
  - przebudowa zamku Sorokújfalu, obecnie część wsi Sorokpolány, 1927;

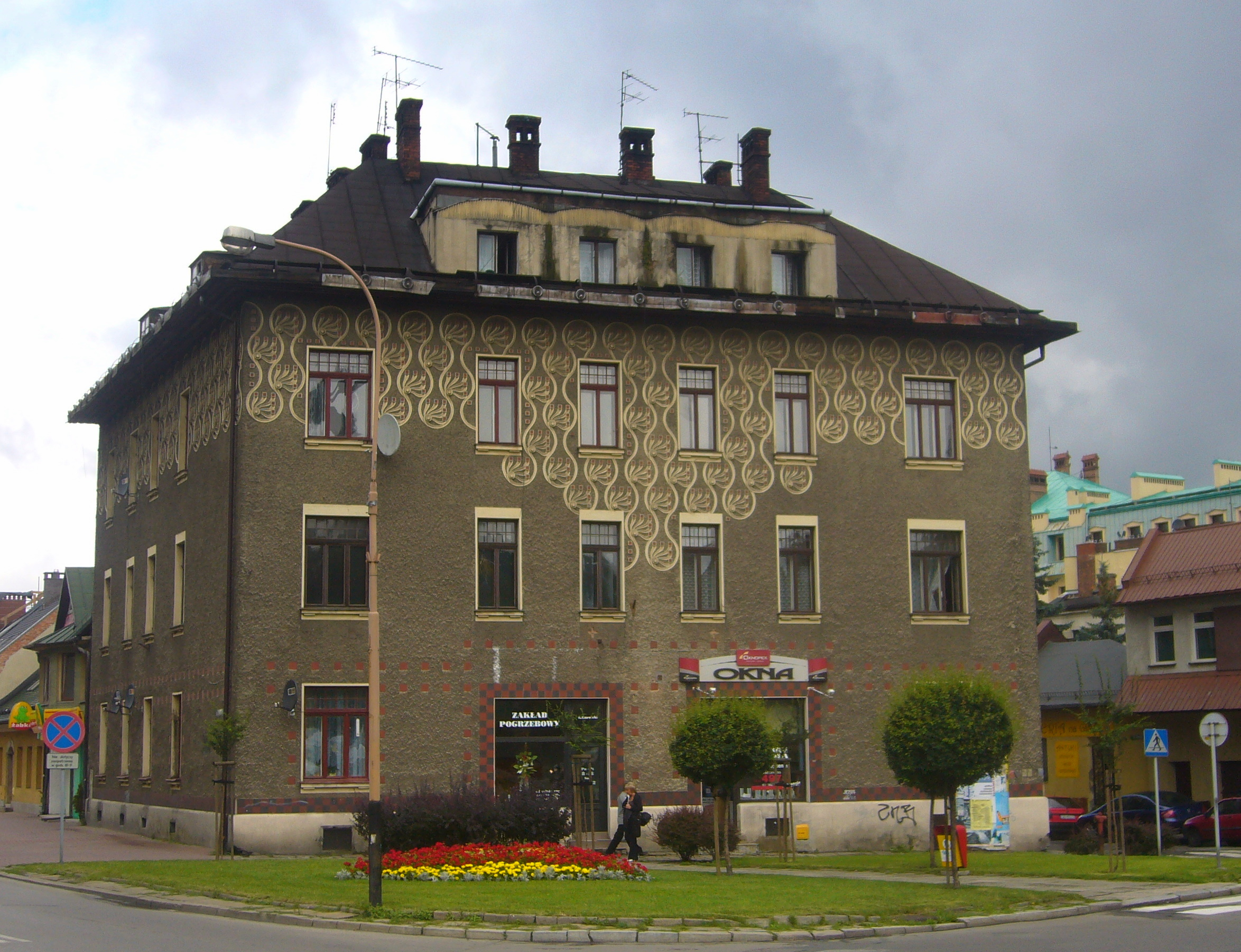
Kamienica Valentina Jakubeckiego (1903) Bielsko-Biała, ul. Stojałowskiego 51
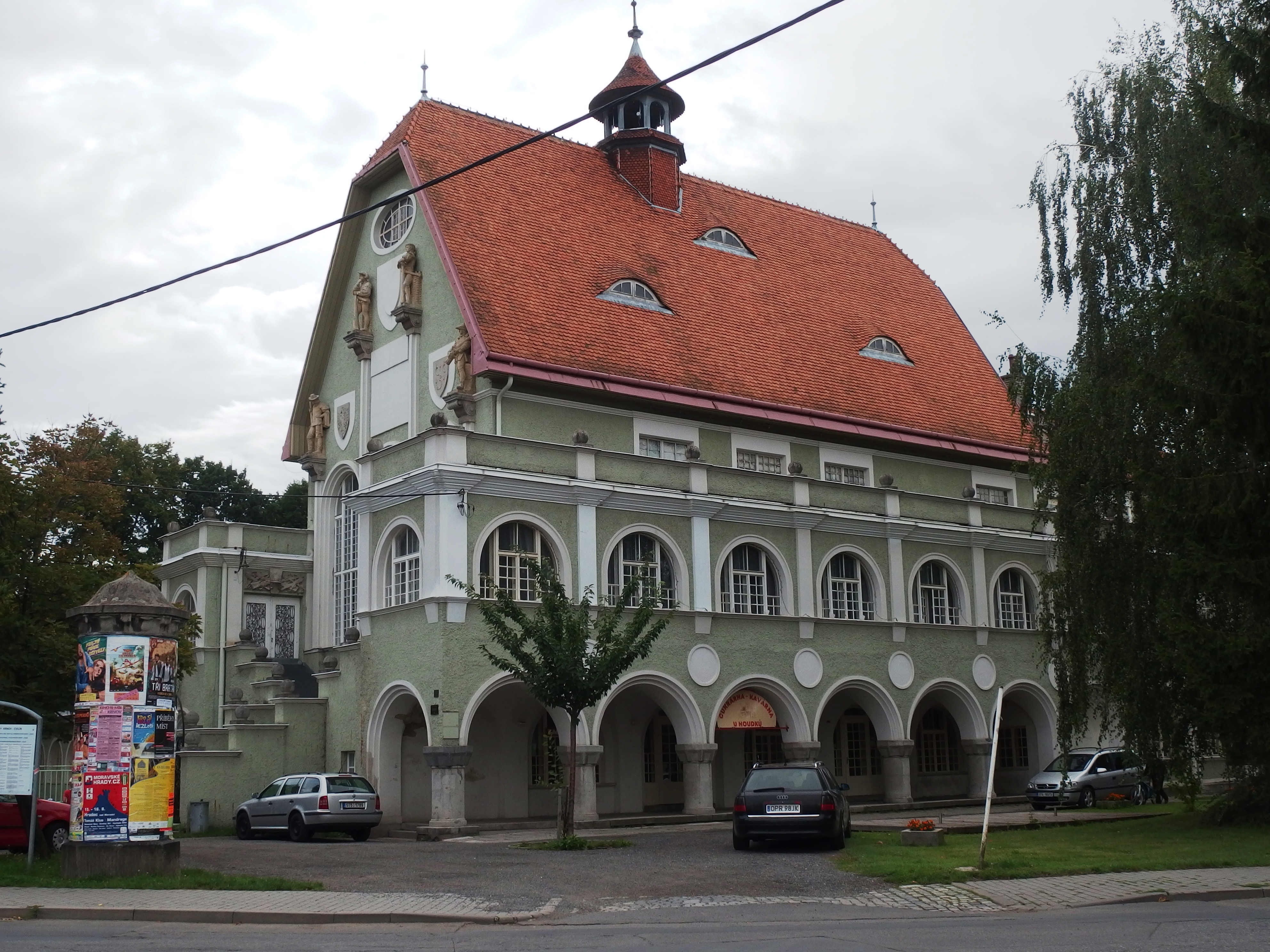
Dom Strzelecki (1905) Karniów, ul. Dobrovského 16
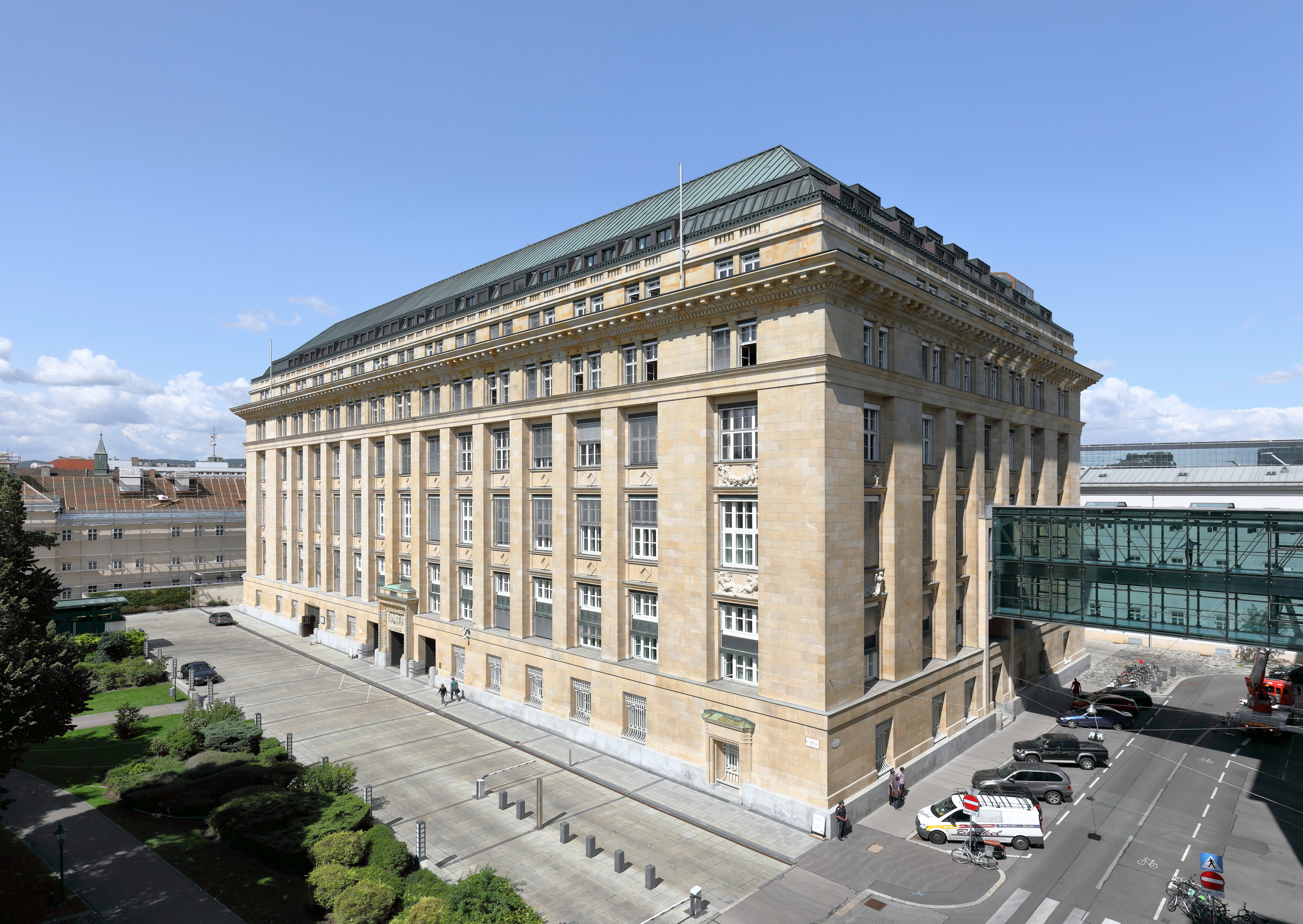
Gmach Austriackiego Banku Narodowego (1912) Wiedeń, Otto-Wagner-Platz 3
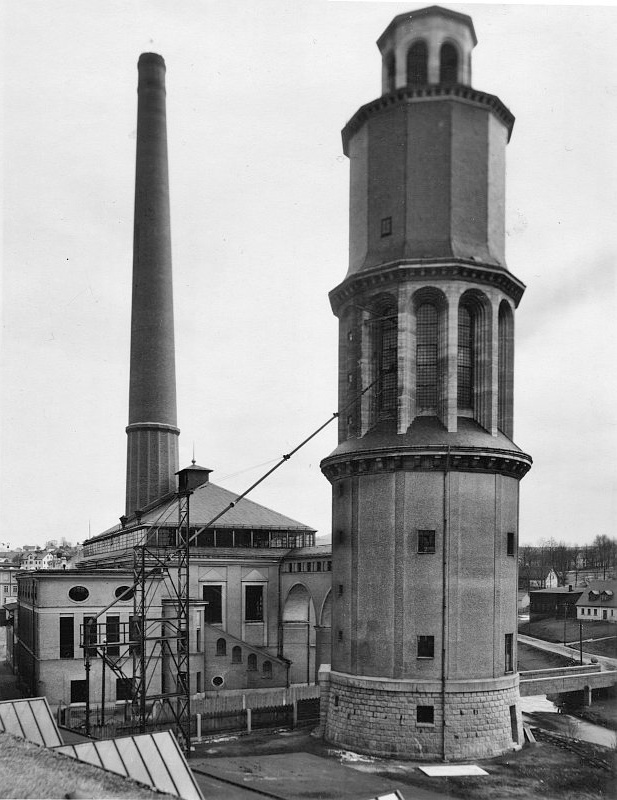
Fabryka dywanów i pościeli Ignaz Ginzkey & Co. (1926) Vratislavice nad Nisou
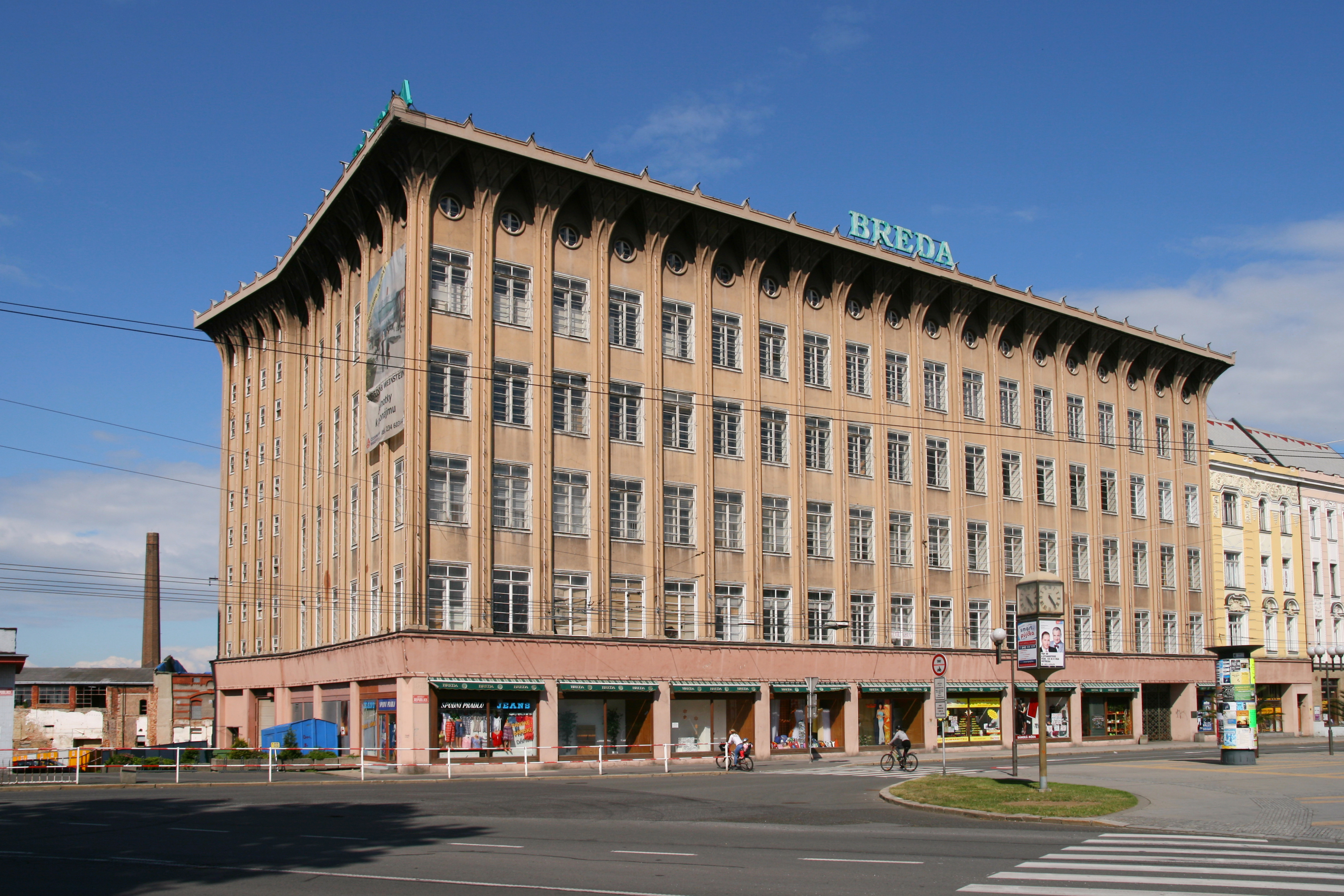
Dom towarowy Breda & Weinstein (1926) Opawa, Náměstí Republiky 9
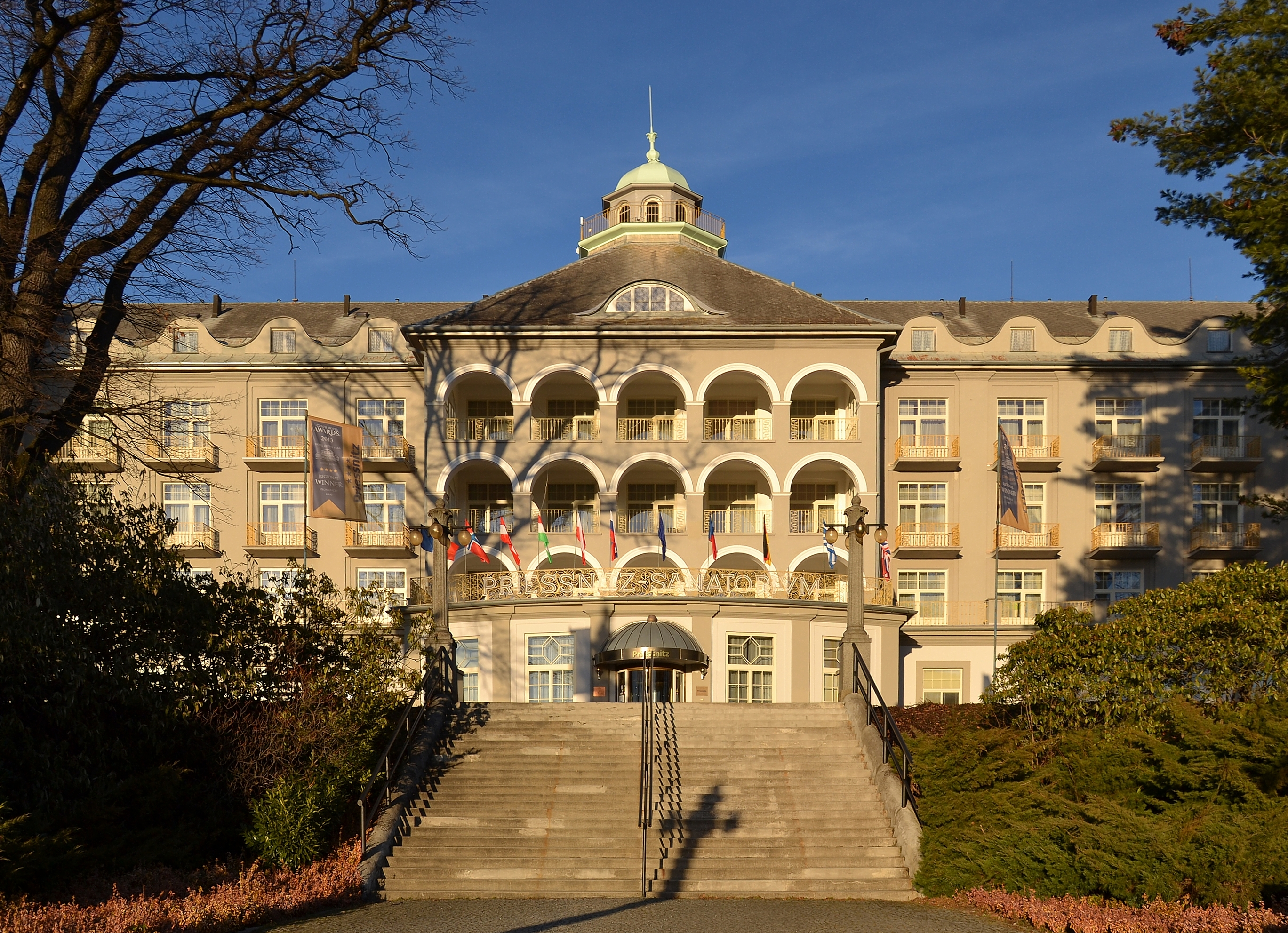
Hotel Priessnitz (1908) Jesionik, ul. Priessnitzova12
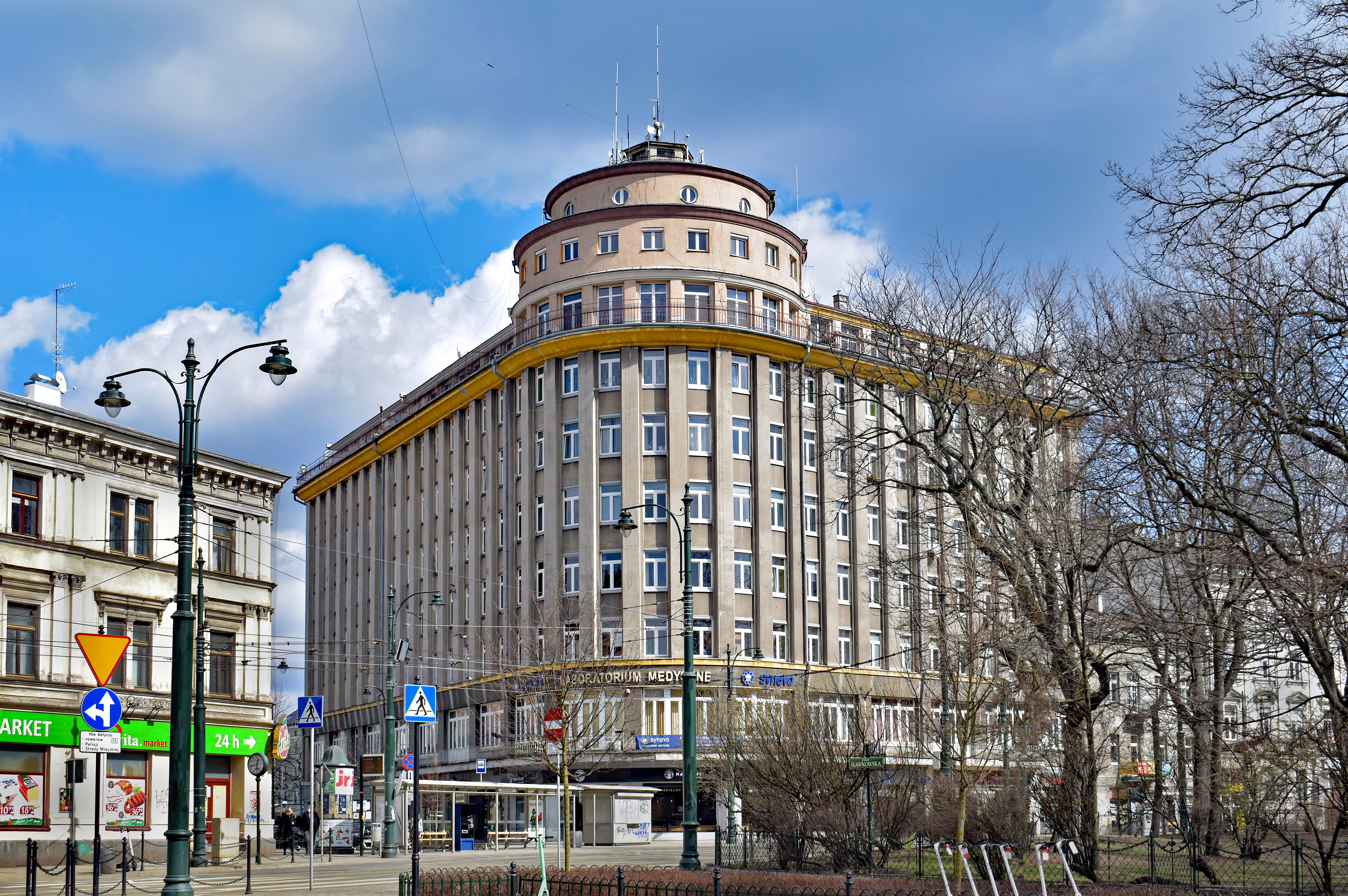
Budynek Feniksa (1931) Kraków, ul. Basztowa 15
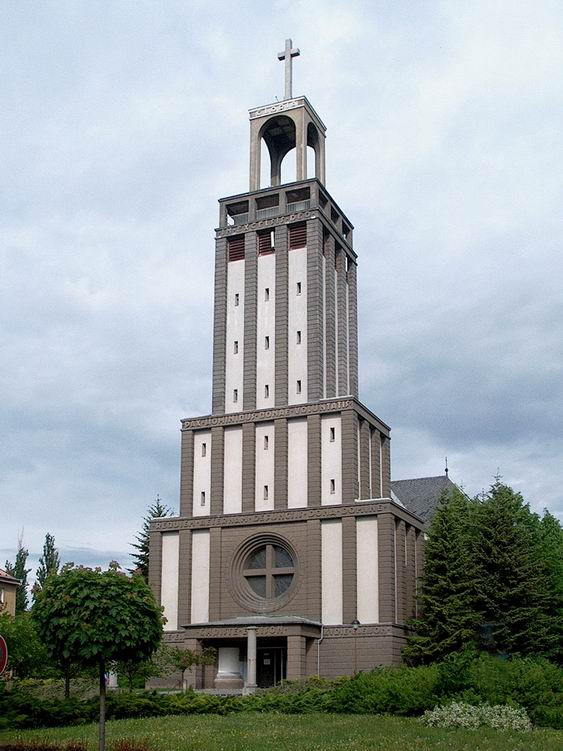
Kościół św. Jadwigi Śląskiej (1933) Opawa, Náměstí svaté Hedviky